# Yōko Matsushita
松下容子
Œuvres principales
Première œuvre : Akuma no Gakkō
Autres ouvrages :
- Les Descendants des ténèbres

Yōko Matsushita (松下容子, Matsushita, Yōko) est une mangaka japonaise née le 23 juin 1973 dans la Préfecture de Kumamoto.

## Biographie
Yōko Matsushita commence sa carrière de mangaka en 1995 avec la nouvelle Akuma no Gakkō (悪魔の学校, litt. « L'École des démons ») publié dans le magazine Hana to yume de l'éditeur japonais Hakusensha. La même année, elle commence la publication du manga Les Descendants des ténèbres (闇の末裔, Yami no Matsuei) dans le même magazine. Le succès du manga lui vaut une adaptation animée en 2000.

## Œuvres
- 1995 : Akuma no Gakkō (悪魔の学校, litt. « L'École des démons »?)
- 1995-en cours : Les Descendants des ténèbres (闇の末裔, Yami no Matsuei?), série, 12 volumes (Hana to yume, Hakusensha)